# Орцишоара
Орцишоара (рум. Orțișoara) — село у повіті Тіміш в Румунії. Входить до складу комуни Орцишоара.
Село розташоване на відстані 419 км на північний захід від Бухареста, 22 км на північ від Тімішоари.

## Населення
За даними перепису населення 2002 року у селі проживали 2256 осіб.
Національний склад населення села:
| Національність | Кількість осіб | Відсоток |
| -------------- | -------------- | -------- |
| румуни         | 2094           | 92,8%    |
| угорці         | 78             | 3,5%     |
| німці          | 37             | 1,6%     |
| українці       | 16             | 0,7%     |
| цигани         | 15             | 0,7%     |
| серби          | 5              | 0,2%     |

Рідною мовою назвали:
| Мова       | Кількість осіб | Відсоток |
| ---------- | -------------- | -------- |
| румунська  | 2159           | 95,7%    |
| угорська   | 50             | 2,2%     |
| німецька   | 32             | 1,4%     |
| українська | 7              | 0,3%     |